# John Hurt
Sir John Vincent Hurt CBE (22 tháng 1 năm 1940 – 27 tháng 1 năm 2017) là một nam diễn viên người Anh, có sự nghiệp kéo dài suốt 6 thập kỷ. Ban đầu, ông nổi tiếng nhờ đóng vai phụ Richard Rich trong phim A Man for All Seasons (1966). Sau đó, ông nhận vai chính Quentin Crisp trong The Naked Civil Servant (1975), John Merrick trong phim tiểu sử The Elephant Man (1980) của đạo diễn David Lynch, Winston Smith trong phim chính kịch Nineteen Eighty-Four (1984), Mr. Braddock trong The Hit (1984) của đạo diễn Stephen Frears và Stephen Ward trong phim chính kịch Scandal (1989). Ông còn thành công qua vai diễn truyền hình Caligula trong I, Claudius (1976) và War Doctor trong Doctor Who.
Những bộ phim nổi bật khác của Hurt còn có Midnight Express (1978), phim kinh dị khoa học giả tưởng Alien (1979), phim mạo hiểm Rob Roy (1995), phim chính trị V for Vendetta (2006), phim hành động khoa học viễn tưởng Indiana Jones and the Kingdom of the Crystal Skull (2008), loạt phim Harry Potter (2001–2011), loạt phim Hellboy (2004 và 2008) và Tinker Tailor Soldier Spy (2011). Cảnh phim cuối cùng của ông trong Alien được nhiều cơ quan ngôn luận đánh giá là khoảnh khắc đáng nhớ nhất lịch sử điện ảnh.
Bằng chất giọng độc đáo, ông mở rộng sự nghiệp lồng tiếng thông qua các tác phẩm Watership Down (1978), phim hoạt hình The Lord of the Rings (1978), The Black Cauldron (1985), Dogville (2003) và chương trình của đài BBC, Merlin. Ông giành 2 đề cử giải Oscar, một giải Quả cầu vàng và 4 giải BAFTA, trong đó có giải Thành tựu trọn đời, vinh danh những cống hiến của ông đến điện ảnh Anh Quốc.
Ngày 16 tháng 6 năm 2015, Hurt thông báo mình đang mắc bệnh ung thư tuyến tụy giai đoạn đầu. Ông xác nhận mình vẫn điều trị khi làm việc và khẳng định đội ngũ y tế "lạc quan về một kết quả thỏa đáng". Hurt khẳng định căn bệnh đã thuyên giảm vào ngày 12 tháng 10 năm 2015. Hurt qua đời tại tư gia ở Cromer, Norfolk ngày 27 tháng 1 năm 2017, chỉ 5 ngày sau sinh nhật lần thứ 77 của ông.

## Thời thơ ấu
Hurt sinh ngày 22 tháng 1 năm 1940 tại Chesterfield, Derbyshire, con trai của Phyllis (nhũ danh Massey; 1907–1975), một diễn viên nghiệp dư kiêm kỹ sư và Arnould Herbert Hurt (1904–1999), một nhà toán học trở thành linh mục tại Nhà thờ Anh và mục sư của Shirebrook. Năm 1937, ông cùng gia đình chuyển tới Derbyshire. Khi 5 tuổi, cha ông trở thành linh mục tại St Stephen's Church, Woodville, Nam Derbyshire tới năm 1952. Hurt sống trong sự nghiêm khắc của gia đình; dù sống đối diện rạp phim, ông bị cấm đến xem tại đó. Ông còn không được chơi cùng những đứa trẻ địa phương vì cha mẹ ông cảm thấy chúng "quá tầm thường".
Năm lên 8, Hurt đến học tại Trường dự bị St Michael's, Otford, Kent, nơi ông nuôi dưỡng ước mơ diễn xuất. Ông quyết định theo đuổi sự nghiệp diễn viên, vai diễn đầu của ông là trong vở kịch The Bluebird (L'Oiseau Bleu) của Maurice Maeterlinck tại trường. Khi còn là học sinh, ông bị thầy Hiệu phó và sau này là Hiệu trưởng Donald Cormack lạm dụng (về hưu năm 1981, đã qua đời). Hurt kể lại Cormack thường lấy hai cái răng cửa bị hỏng của mình ra, đưa lưỡi của hắn vào miệng nam sinh và chà bộ râu ngắn vào mặt của họ. Hurt khẳng định những trải nghiệm này ảnh hưởng tới ông một cách sâu sắc.
Cha của Hurt chuyển đến Nhà thờ Old Clee tại Grimsby, Lincolnshire và Hurt (lúc này 12 tuổi) học nội trú tại Lincoln School tại Lincoln. Hurt thường đến Nhà hát Cleethorpes Repertory cùng mẹ, nhưng cha mẹ ông không muốn con mình thành diễn viên mà động viên trở thành một giáo viên mỹ thuật. Thầy hiệu trưởng của Hurt, Mr. Franklin, chế giễu Hurt khi biết ông mong muốn thành diễn viên, bảo rằng ông "sẽ không có cơ hội trong nghề". Năm 17 tuổi, Hurt tới Trường Mỹ thuật Grimsby. Năm 1959, ông giành một học bổng ngành Giảng dạy nghệ thuật tại Trường Mỹ thuật Saint Martin's, Luân Đôn. Vì túng thiếu, ông thuyết phục vài người bạn tạo dáng khỏa thân và bán những bức tranh đó. Năm 1960, ông giành học bổng của RADA, nơi ông theo học trong hai năm.

## Đời tư

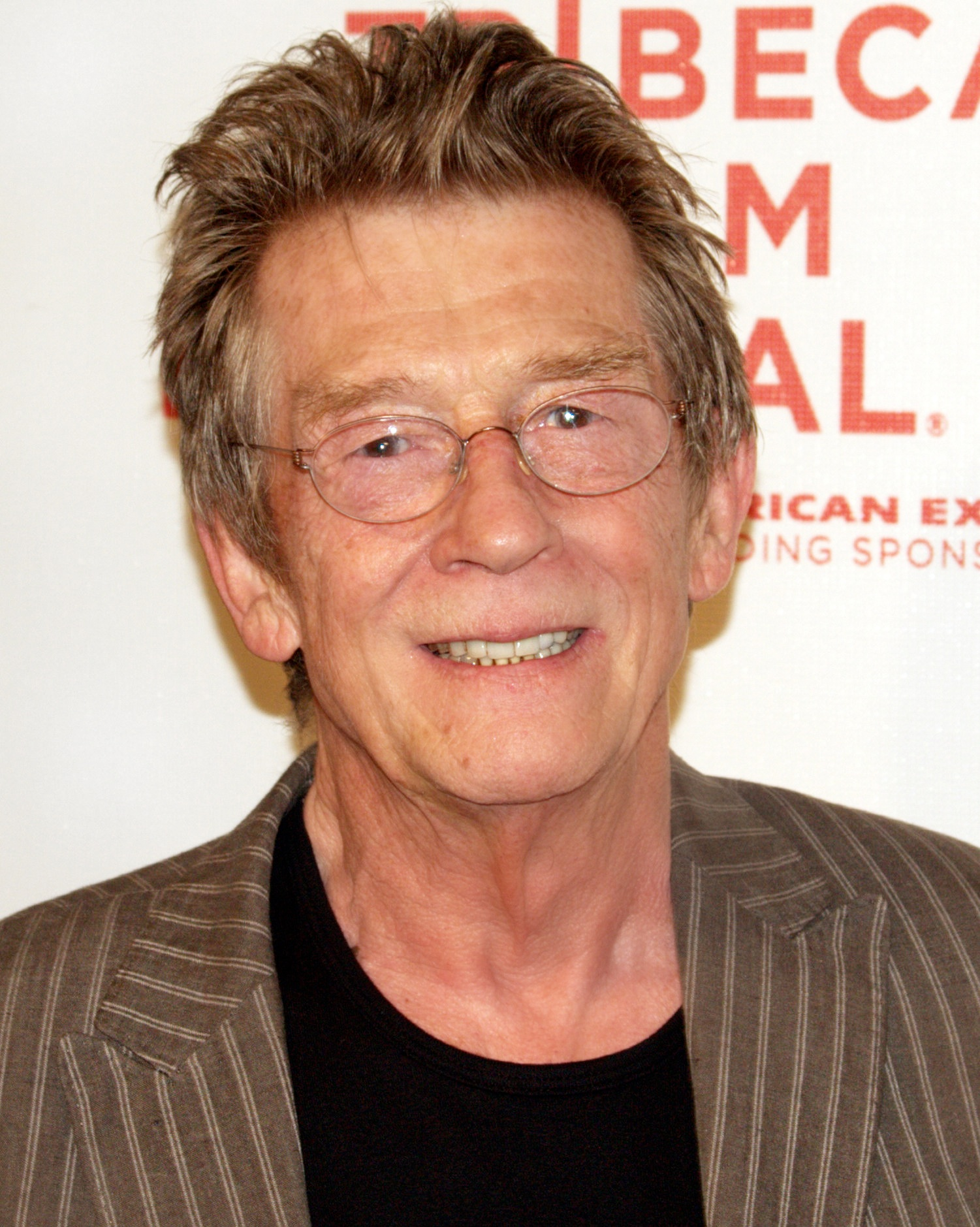
Hurt tại buổi công chiếu An Englishman in New York năm 2009

Hurt có một người anh trai, Br. Anselm (tên khai sinh là Michael), là người theo đạo Công giáo trở thành một tu sĩ và nhà văn tại Glenstal Abbey; Hurt đã đóng góp trong sách của anh trai mình. Hurt còn có một người chị gái tên là Monica. Mẹ của Hurt qua đời năm 1975 và cha ông qua đời năm 1999.
Năm 1962, Hurt kết hôn với diễn viên Annette Robertson. Cuộc hôn nhân kết thức năm 1964. Năm 1967, ông bắt đầu mối quan hệ với người mẫu Pháp Marie-Lise Volpeliere-Pierrot, là em gái của nhiếp ảnh gia Jean-Claude Volpeliere-Pierrot. Cả hai sắp đặt lễ cưới sau 15 năm quen biết; dù vậy, ngày 26 tháng 1 năm 1983, Volpeliere-Pierrot bị hôn mê và qua đời sau khi bị ngã ngựa tại tư gia ở Ascott-under-Wychwood, Oxfordshire. Tháng 9 năm 1984, Hurt kết hôn với một người bạn thân, diễn viên người Mỹ Donna Peacock, tại Trụ sở đăng ký địa phương. Cả hai dời đến Kenya và ly hôn vào tháng 1 năm 1990.
Ngày 24 tháng 1 năm 1990, Hurt kết hôn với trợ lý sản xuất người Mỹ Joan Dalton, người mà ông gặp gỡ trong lúc ghi hình Scandal. Họ có hai người con trai: lexander "Sasha" John Vincent Hurt (sinh ngày 6 tháng 2 năm 1990) và Nicholas "Nick" Hurt (sinh ngày 5 tháng 2 năm 1993). Sau khi cuộc hôn nhân này kết thúc năm 1996, ông có mối quan hệ tình cảm với người dẫn chương trình và nhà văn Sarah Owens. Họ chuyển tới County Wicklow và ly thân tháng 7 năm 2002. Tháng 3 năm 2005, Hurt kết hôn với người vợ thứ 4, nhà sản xuất điện ảnh Anwen Rees-Meyers. Ông từ bỏ thuốc lá và rượu sau cuộc hôn nhân này. Ông sống gần Cromer, Norfolk.